# Kaylen Frederick
Kaylen Frederick (Potomac, Maryland, Estados Unidos; 4 de junio de 2002) es un piloto de automovilismo estadounidense-alemán. En 2020 fue campeón de la Fórmula 3 BRDC. Desde 2021 hasta 2023 corrió en el Campeonato de Fórmula 3 de la FIA. Para 2024 fichó por el equipo B-Max Racing Team para disputar la Super Fórmula Lights de Japón.

## Resumen de carrera
| Temporada | Categoría                                 | Equipo                | Carreras     | Victorias    | Poles        | VR           | Podios       | Puntos       | Pos.         |
| --------- | ----------------------------------------- | --------------------- | ------------ | ------------ | ------------ | ------------ | ------------ | ------------ | ------------ |
| 2016      | Campeonato F1600                          | Team Pelfrey          | 15           | 1            | 2            | 2            | 4            | 474          | 7.º          |
| 2016      | Campeonato Nacional U.S. F2000            | Team Pelfrey          | 2            | 0            | 0            | 0            | 0            | 16           | 24.º         |
| 2016      | Campeonato F2000                          | Team Pelfrey          | 2            | 0            | 1            | 1            | 0            | 33           | 30.º         |
| 2017      | Campeonato Nacional U.S. F2000            | Team Pelfrey          | 14           | 0            | 0            | 2            | 5            | 240          | 4.º          |
| 2017      | Campeonato F2000                          | —                     | 2            | 0            | 1            | 0            | 1            | 59           | 23.º         |
| 2017      | Fórmula Atlantic                          | —                     | 2            | 0            | 0            | 0            | 0            | 27           | 33.º         |
| 2018      | Campeonato Nacional U.S. F2000            | Pabst Racing Services | 14           | 0            | 2            | 0            | 4            | 173          | 6.º          |
| 2018      | Campeonato de Estados Unidos de Fórmula 4 | K-Hill Motorsports    | 3            | 0            | 0            | 0            | 0            | 0            | 34.º         |
| 2018      | Eurofórmula Open                          | RP Motorsport         | 4            | 0            | 0            | 1            | 0            | 21           | 14.º         |
| 2018      | Campeonato F2000                          | —                     | 0            | 0            | 0            | 0            | 0            | 0            | NC           |
| 2018      | Fórmula Atlantic                          | —                     | 2            | 2            | 0            | 0            | 2            | 50           | 18.º         |
| 2019      | BRDC Fórmula 3                            | Carlin                | 24           | 2            | 1            | 3            | 4            | 305          | 9.º          |
| 2020      | BRDC Fórmula 3                            | Carlin                | 24           | 9            | 8            | 12           | 12           | 499          | 1.º          |
| 2021      | Campeonato de Fórmula 3 de la FIA         | Carlin Buzz Racing    | 13           | 0            | 0            | 0            | 0            | 2            | 22.º         |
| 2022      | Campeonato de Fórmula 3 de la FIA         | Hitech Grand Prix     | 18           | 0            | 0            | 0            | 0            | 27           | 17.º         |
| 2023      | Campeonato de Fórmula 3 de la FIA         | ART Grand Prix        | 18           | 0            | 0            | 0            | 0            | 11           | 21.º         |
| 2024      | Super Fórmula Lights                      | B-Max Racing Team     | 18           | 1            | 1            | 0            | 4            | 46           | 5.º          |
| 2025      | Super Fórmula Lights                      | B-Max Racing Team     | Disputándose | Disputándose | Disputándose | Disputándose | Disputándose | Disputándose | Disputándose |
| Fuente:   |                                           |                       |              |              |              |              |              |              |              |

## Resultados

### Campeonato de Fórmula 3 de la FIA
(Clave) (negrita indica pole position) (cursiva indica vuelta rápida puntuable)

| Año  | Escudería          | 1   | 1   | 1   | 2   | 2   | 2   | 3   | 3   | 3   | 4   | 4   | 4   | 5   | 5   | 5   | 6   | 6   | 6   | 7   | 7   | 7   | Pos. | Puntos | Ref.  |
| ---- | ------------------ | --- | --- | --- | --- | --- | --- | --- | --- | --- | --- | --- | --- | --- | --- | --- | --- | --- | --- | --- | --- | --- | ---- | ------ | ----- |
| 2021 | Carlin Buzz Racing | BAR | BAR | BAR | LEC | LEC | LEC | SPI | SPI | SPI | BUD | BUD | BUD | SPA | SPA | SPA | ZAN | ZAN | ZAN | SOC | SOC | SOC | 22.º | 2      | [ 5 ] |
| 2021 | Carlin Buzz Racing | 22  | 17  | 30  | 20  | 22  | 17  | 9   | Ret | DNS | 16  | 17  | 13  |     |     |     |     |     |     | 18  | C   | 14  | 22.º | 2      | [ 5 ] |

| Año  | Escudería         | 1   | 1   | 2   | 2   | 3   | 3   | 4   | 4   | 5   | 5   | 6   | 6   | 7   | 7   | 8   | 8   | 9   | 9   | Pos. | Puntos | Ref.  |
| ---- | ----------------- | --- | --- | --- | --- | --- | --- | --- | --- | --- | --- | --- | --- | --- | --- | --- | --- | --- | --- | ---- | ------ | ----- |
| 2022 | Hitech Grand Prix | SAK | SAK | IMO | IMO | BAR | BAR | SIL | SIL | SPI | SPI | BUD | BUD | SPA | SPA | ZAN | ZAN | MNZ | MNZ | 17.º | 27     | [ 6 ] |
| 2022 | Hitech Grand Prix | 8   | 10  | 16  | 7   | 7   | 9   | 5   | 12  | 6   | 23  | 19  | 20  | Ret | 16  | 15  | 13  | Ret | 25  | 17.º | 27     | [ 6 ] |
| 2023 | ART Grand Prix    | SAK | SAK | MEL | MEL | MON | MON | BAR | BAR | SPI | SPI | SIL | SIL | BUD | BUD | SPA | SPA | MNZ | MNZ | 21.º | 11     | [ 7 ] |
| 2023 | ART Grand Prix    | 28  | 7   | 10  | Ret | 24  | 25  | 14  | 17  | 7   | 26  | 22  | 19  | 12  | Ret | 13  | 15  | 20  | Ret | 21.º | 11     | [ 7 ] |